# Frank A. Allen, Jr.
Frank Albert Allen, Jr. (* 19. Juni 1896 in Cleveland, Cuyahoga County, Ohio; † 20. November 1979 in Washington, D.C.) war ein Generalmajor der United States Army. Er war unter anderem Kommandeur der 3. Panzerdivision.
Allen war ein Sohn von Frank Albert Allen Sr. (1860–1941) und dessen Frau Anastasia Gleason (1862–1941). In den Jahren 1914 bis 1917 besuchte er das Kenyon College. Nach dem amerikanischen Eintritt in den Ersten Weltkrieg gelangte er im August 1917 als Leutnant in das Offizierskorps des US-Heeres, wo er zunächst der Reserve der Infanterie zugeteilt wurde. In der Armee durchlief er anschließend alle Offiziersränge vom Leutnant bis zum Zwei-Sterne General.
Im Lauf seiner militärischen Karriere absolvierte Frank Allen verschiedene Kurse und Schulungen. Dazu gehörten unter anderem das Command and General Staff College (1936) und das United States Army War College (1940).
Während der Endphase des Ersten Weltkriegs war er mit den Amerikanischen Expeditionsstreitkräften in Frankreich eingesetzt. Dort gehörte er dem 77. Feldartillerieregiment an. Er nahm an mehreren Schlachten teil, darunter die Schlacht an der Aisne, die Schlacht von St. Mihiel und die Maas-Argonnen-Offensive.
In den 1920er und 1930er Jahren absolvierte er den für Offiziere in den entsprechenden Rangstufen üblichen Dienst in verschiedenen Einheiten und Standorten. Dazu gehörten auch Aufgaben als Stabsoffizier in verschiedenen Hauptquartieren. Von 1921 bis 1923 war er Dozent für Militärwissenschaft an der Norwich University und zwischen April 1926 bis Juli 1933 gehörte er zum Stab von General Dennis E. Nolan. Im Februar 1941 wurde Allen Leiter der Film- und Radioabteilung in der Abteilung für Öffentlichkeitsarbeit des Kriegsministeriums der Vereinigten Staaten. Diese Aufgabe bekleidete er bis zum August desselben Jahres.
Anschließend erhielt er das Kommando über das 85. Panzerbataillon, das der 5. Panzerdivision unterstand. Dieses Kommando hatte er bis zum 2. Juni 1942 inne. In diese Zeit fiel der amerikanische Eintritt in den Zweiten Weltkrieg. Von Juni bis August 1942 kommandierte Allen das 34. Panzerregiment das ebenfalls zur 5. Panzerdivision gehörte. Daran schloss sich eine Versetzung zur 9. Panzerdivision an, wo er eine Brigade (Combat Command A) kommandierte. Dieses Kommando bekleidete er bis Juni 1943. Zu dieser Zeit wurde die Division noch in den Vereinigten Staaten auf einen Kriegseinsatz vorbereitet. Aktiv nahm sie damals noch nicht am Kampfgeschehen teil.
Im Juni 1943 erhielt Frank Allen das Kommando über eine Brigade (Combat Command B) der 1. Panzerdivision, das er bis August 1944 innehatte. Dabei war er an den Kämpfen in Nordafrika und der Landung in Sizilien sowie den anschließenden Kämpfen in Italien beteiligt. Im September 1944 wurde er zum Stab von General Dwight D. Eisenhower versetzt, wo er bis Juli 1945 die Abteilung für Öffentlichkeitsarbeit (Chief of Public Relations) leitete. Anschließend übernahm er das Kommando über die 3. Panzerdivision, das er im Juli 1945 innehatte.
In den folgenden Jahren bekleidete Allen verschiedene Positionen. Unter anderem war er während des Koreakriegs im Stab der 1. Kavalleriedivision. Im Jahr 1952 übernahm er das Kommando über den Militärstandort Camp Gordon in Georgia. Am 30. November 1956 ging Frank Allen in den Ruhestand.
Der mit Ellen Gordon (1897–1972) verheiratete Offizier starb am 20. November 1979 in Washington, D.C. und wurde auf dem amerikanischen Nationalfriedhof Arlington beigesetzt.

## Orden und Auszeichnungen
Frank Allen erhielt im Lauf seiner militärischen Laufbahn unter anderem folgende Auszeichnungen:
- Army Distinguished Service Medal
- Silver Star
- Legion of Merit
- Bronze Star Medal
- Distinguished Flying Cross
- Purple Heart